# مجله ای‌ای‌آرپی
مجله ای‌ای‌آرپی (به انگلیسی: AARP The Magazine) دوماهنامه‌ای آمریکایی است که توسط انجمن بازنشستگان آمریکایی (ای‌ای‌آرپی) منتشر می‌شود و تمرکزش روی مسائل مربوط به سالخوردگی است. این مجله در سال ۱۹۵۸ تأسیس شده و تا سال ۲۰۰۲ با نام مادرن میچریتی منتشر می‌شد.